# Terceira onda do feminismo
A terceira onda do feminismo é um movimento feminista que começou no início da década de 1990, proeminente nas décadas anteriores à quarta onda. Baseadas nos avanços dos direitos civis da segunda onda, as feministas da terceira onda da Geração X, nascidas nas décadas de 1960 e 1970, abraçaram a diversidade e o individualismo nas mulheres e procuraram redefinir o que significava ser feminista. A terceira onda viu o surgimento de novas correntes e teorias feministas, como a interseccionalidade, a positividade sexual, o ecofeminismo vegetariano, o transfeminismo e o feminismo pós-moderno. De acordo com a estudiosa feminista Elizabeth Evans, a "confusão em torno do que constitui o feminismo da terceira onda é, em alguns aspectos, sua característica definidora".
A terceira onda remonta ao depoimento de Anita Hill na televisão em 1991, na Comissão do Senado dos Estados Unidos sobre o Judiciário composto apenas por homens e brancos, de que o juiz Clarence Thomas a assediou sexualmente. O termo terceira onda é creditado a Rebecca Walker, que respondeu à nomeação de Thomas para a Suprema Corte com um artigo na revista Ms., "Becoming the Third Wave" (1992). Walker escreveu:
Por isso escrevo isto como um apelo a todas as mulheres, especialmente às mulheres da minha geração: Deixem que a confirmação de Thomas sirva para vos lembrar, como fez comigo, que a luta está longe de terminar. Deixe que essa rejeição da experiência de uma mulher o leve à raiva. Transforme essa indignação em poder político. Não vote neles, a menos que trabalhem para nós. Não faça sexo com eles, não divida o pão com eles, não os alimente se eles não priorizarem nossa liberdade de controlar nossos corpos e nossas vidas. Não sou uma feminista pós-feminista. Eu sou a Terceira Onda.
Walker procurou estabelecer que o feminismo da terceira onda não era apenas uma reação, mas um movimento em si, porque a causa feminista tinha mais trabalho pela frente. O termo interseccionalidade para descrever a ideia de que as mulheres experimentam "camadas de opressão" causadas, por exemplo, por género, raça e classe foi introduzido por Kimberlé Crenshaw em 1989, e foi durante a terceira onda que o conceito floresceu.
Além disso, o feminismo de terceira onda remonta ao surgimento da subcultura punk feminista Riot grrrl em Olympia, Washington, no início da década de 1990. À medida que as feministas surgiram na internet no final da década de 1990 e no início da década de 2000 e alcançaram uma audiência global com blogues e e- zines, alargaram os seus objetivos, concentrando-se na abolição dos estereótipos de papéis de gênero e na expansão do feminismo para incluir mulheres com diversas identidades raciais e culturais.

## História

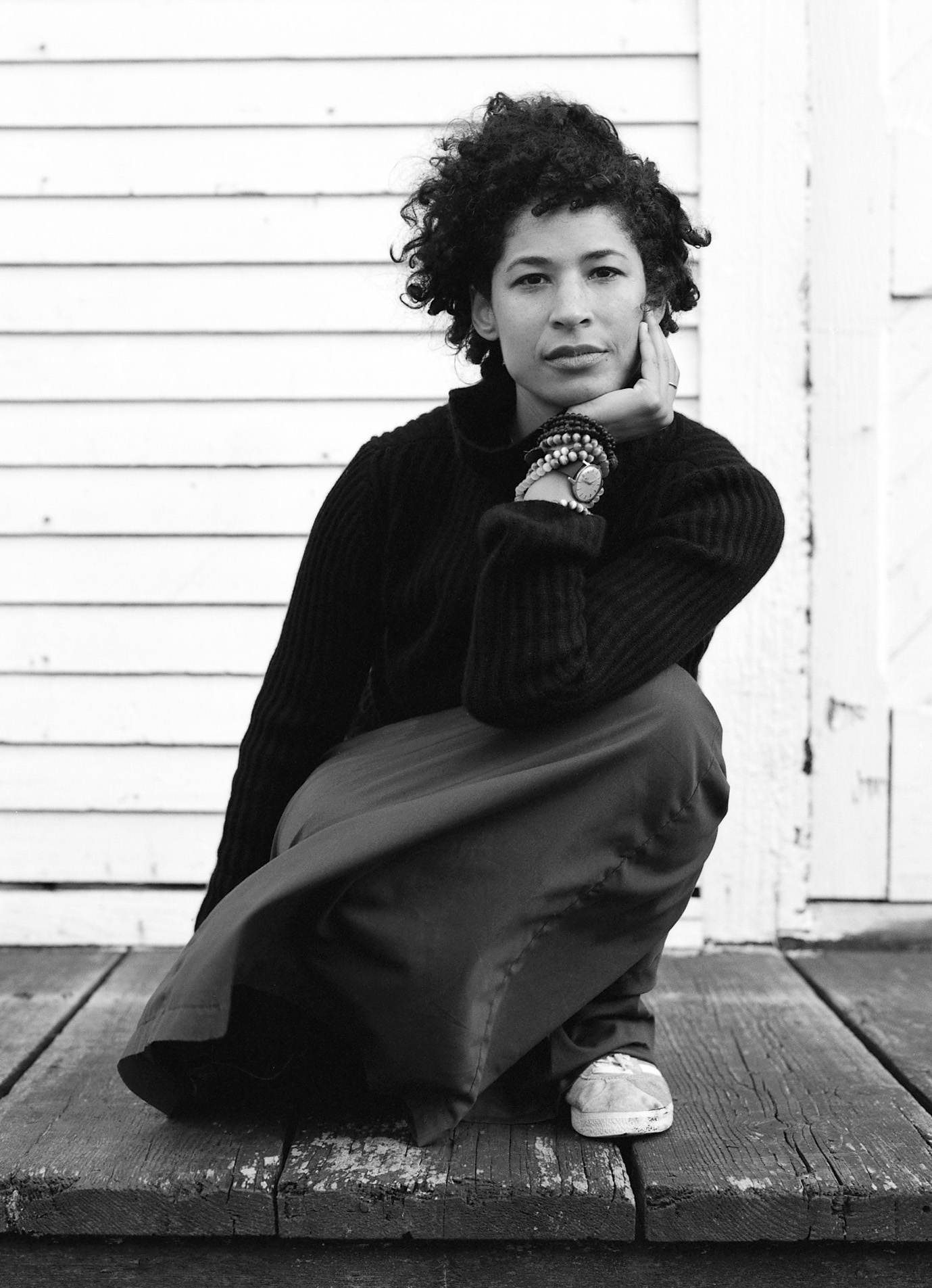
Rebecca Walker em 2003. O termo terceira onda é creditado ao artigo de Walker de 1992, "Becoming the Third Wave".

Os direitos e programas conquistados pelas feministas da segunda onda serviram de base para a terceira onda. Os ganhos incluíram na Lei Título IX (igualdade de acesso à educação), a discussão pública sobre o abuso e a violação de mulheres, o acesso à contracepção e a outros serviços reprodutivos (incluindo a legalização do aborto), a criação e aplicação de políticas de assédio sexual para as mulheres no local de trabalho, a criação de abrigos para vítimas de violência doméstica para mulheres e crianças, serviços de cuidados infantis, financiamento educacional para mulheres jovens e programas de estudos para mulheres.
Feministas de cor como Gloria E. Anzaldúa, bell hooks, Cherríe Moraga, Audre Lorde, Maxine Hong Kingston, Leslie Marmon Silko e os membros do Combahee River Collective procuraram negociar um espaço dentro do pensamento feminista para a consideração da raça. Cherríe Moraga e Gloria E. Anzaldúa publicaram a antologia This Bridge Called My Back (1981), que, junto com All the Women Are White, All the Blacks Are Men, But Some of Us Are Brave (1982), com coautoria de Akasha (Gloria T.) Hull, Patricia Bell-Scott e Barbara Smith argumentaram que o feminismo da segunda onda se concentrou principalmente nos problemas das mulheres brancas. A ênfase na intersecção entre raça e género tornou-se cada vez mais proeminente.
No final da década de 1970 e início da década de 1980, as guerras sexuais feministas surgiram como uma reação contra o feminismo radical da segunda onda e suas visões sobre a sexualidade, contrariando um conceito de "positividade sexual" e anunciando a terceira onda.
Outro ponto crucial para o início da terceira onda é a publicação em 1990 de Gender Trouble: Feminism and the Subversion of Identity de Judith Butler, que logo se tornou uma das obras mais influentes da teoria feminista contemporânea. Nele, Butler argumentou contra as concepções homogeneizantes de "mulheres", que tiveram um efeito normativo e excludente não apenas no mundo social de forma mais ampla, mas também dentro do feminismo. Este foi o caso não apenas das mulheres racializadas ou da classe trabalhadora, mas também das mulheres masculinas, lésbicas ou não binárias. Eles delinearam sua teoria de gênero como performatividade, que postulava que o gênero funciona através da aplicação de uma série de repetições de atos verbais e não-verbais que geram a "ilusão" de uma expressão e identidade de gênero coerente e inteligível, que de outra forma não teria qualquer propriedade essencial. Por último, Butler desenvolveu a afirmação de que não existe sexo "natural", mas que aquilo que chamamos como tal é sempre já mediado culturalmente e, portanto, inseparável do gênero. Essas visões foram fundamentais para o campo da teoria queer e desempenharam um papel importante no desenvolvimento das teorias e práticas feministas da terceira onda.

## Primeiros anos

### Anita Hill

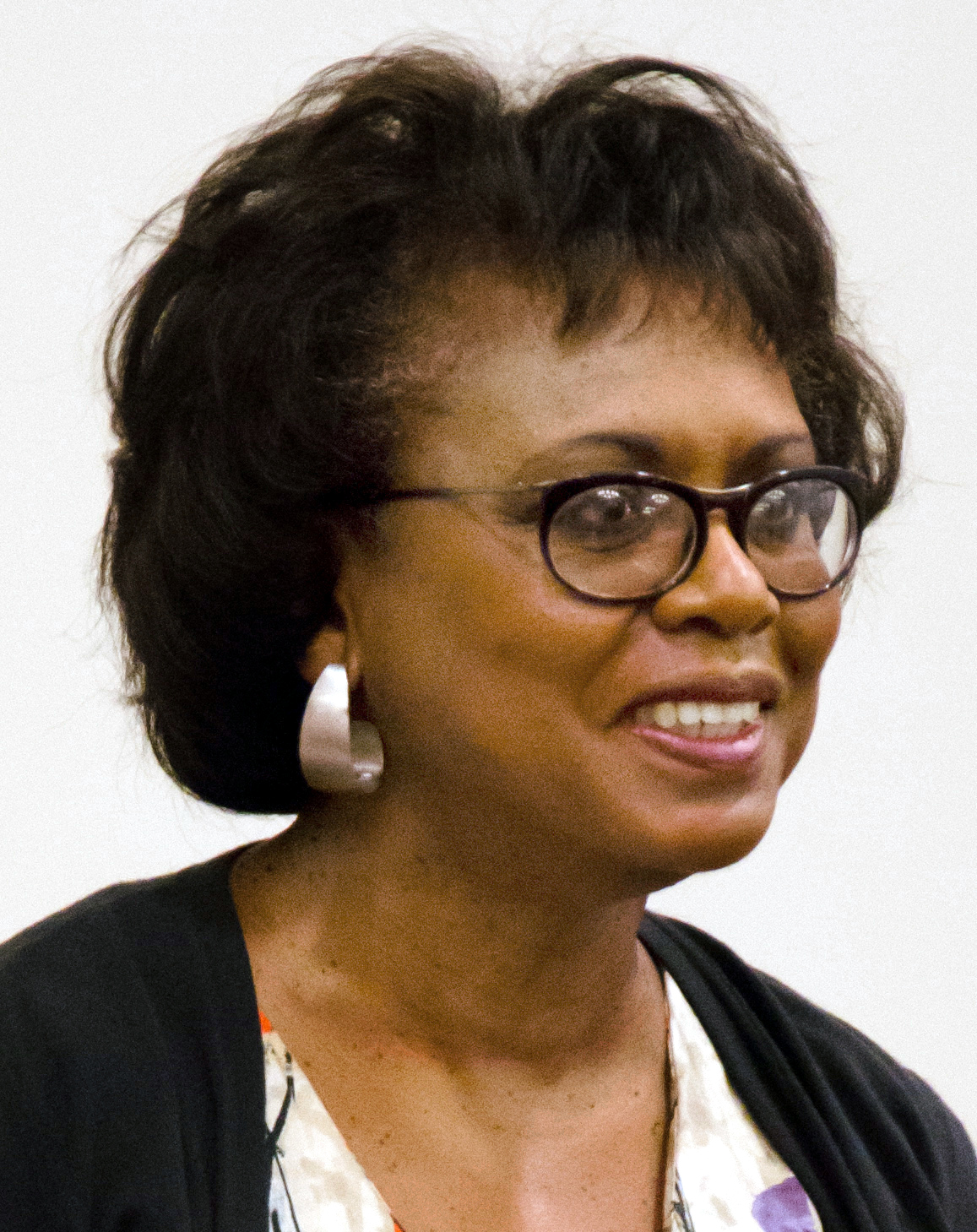
Anita Hill, setembro de 2014

Em 1991, Anita Hill, quando interrogada, acusou Clarence Thomas, um juiz afro-americano que havia sido nomeado para a Suprema Corte dos Estados Unidos, de assédio sexual. Thomas negou as acusações, chamando-as de "linchamento de alta tecnologia". Após extenso debate, o Senado dos Estados Unidos votou por 52–48 a favor de Thomas. Em resposta, a Mr. Magazine publicou um artigo de Rebecca Walker, intitulado "Becoming the Third Wave" (Tornando-se a Terceira Onda), no qual ela afirmava: "Não sou uma feminista pós-feminismo. Sou a terceira onda." Muitos argumentaram que Thomas deveria ser absolvido por causa de seus planos de criar oportunidades para pessoas de cor. Quando Walker perguntou a opinião de seu parceiro e ele disse a mesma coisa, ela perguntou: "Quando os homens negros progressistas priorizarão meus direitos e bem-estar?" Ela queria igualdade racial, mas sem dispensar as mulheres.
Em 1992, apelidado de "Ano da Mulher", quatro mulheres ingressaram no Senado dos Estados Unidos para se juntarem às duas que já lá estavam. No ano seguinte, outra mulher, Kay Bailey Hutchison, venceu uma eleição especial, elevando o número para sete. A década de 1990 viu a primeira mulher procuradora-geral (Janet Reno) e secretária de Estado (Madeleine Albright) dos EUA, bem como a segunda mulher na Suprema Corte, Ruth Bader Ginsburg, e a primeira primeira-dama dos EUA, Hillary Clinton, a terem tido uma carreira política, jurídica e ativista independente.

### Riot grrrl

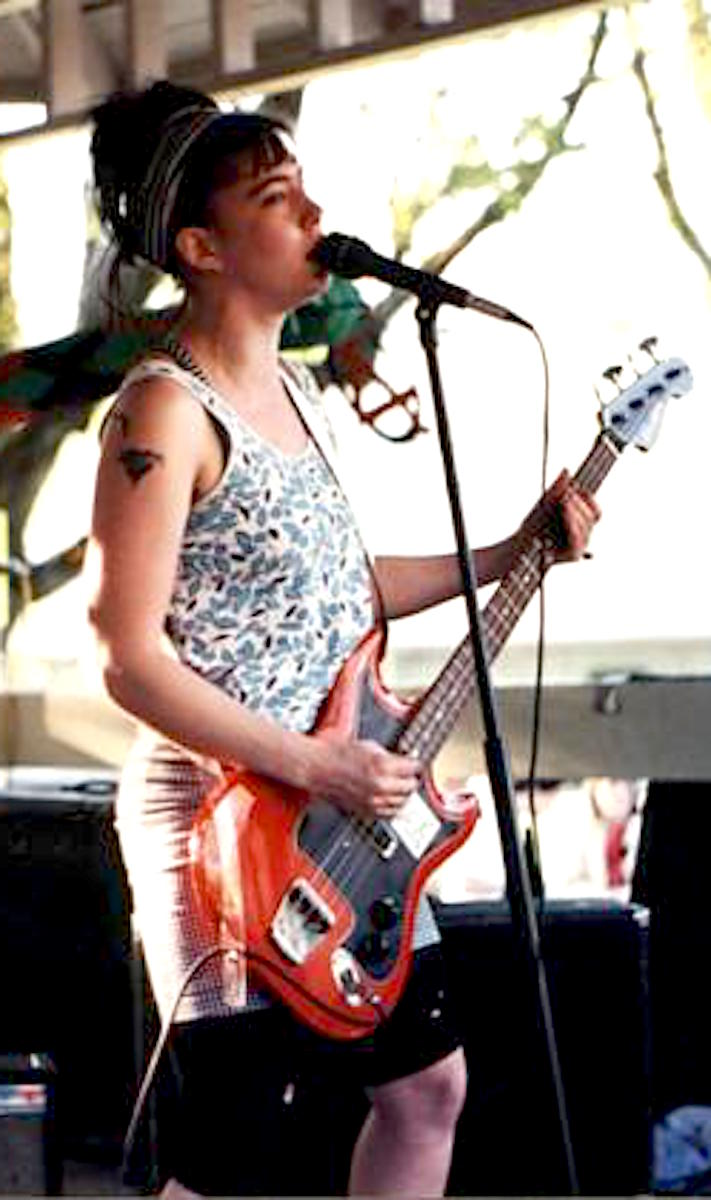
Kathleen Hanna, vocalista da banda Bikini Kill, 1991

O surgimento de riot grrrl, a subcultura punk feminista, no início da década de 1990 em Olympia, Washington, marcou o início da terceira onda do feminismo. O triplo "r" em grrrl pretendia recuperar a palavra girl para mulheres. Alison Piepmeier escreve que riot grrrl e o Action Girl Newsletter de Sarah Dyer formularam "um estilo, retórica e iconografia para zines grrrl" que veio a definir o feminismo de terceira onda, e que se concentrou no ponto de vista de meninas adolescentes. Baseado no punk rock hardcore, o movimento criou zines e arte, falou sobre estupro, patriarcado, sexualidade e empoderamento feminino, iniciou capítulos e apoiou e organizou mulheres na música. Um folheto da turnê Bikini Kill, registrado em 2013,,perguntava "O que é Riot grrrl?":
PORQUE em todas as formas de mídia eu me vejo esbofeteada, decapitada, ridicularizada, objetificada, estuprada, banalizada, empurrada, ignorada, estereotipada, chutada, desprezada, molestada, silenciada, violada, esfaqueada, baleada, sufocada e morta. (...) PORQUE é preciso criar um espaço seguro para as meninas, onde possamos abrir os olhos e nos aproximar umas das outras sem sermos ameaçadas por esta sociedade sexista e pelas besteiras do nosso dia a dia. (...) PORQUE nós meninas queremos criar meios que falem conosco. Estamos cansadas de boy band após boy band, boy zine após boy zine, boy punk após boy punk após boy. PORQUE estou cansada dessas coisas acontecerem comigo; Eu não sou um brinquedo de merda. Eu não sou um saco de pancadas. Eu não sou uma piada.
Riot grrrl foi fundamentado na filosofia "Faça você mesmo" (DIY: do it yourself) dos valores punk, adotando uma postura anticorporativa de autossuficiência e autossuficiência. A sua ênfase na identidade feminina universal e no separatismo apareceu muitas vezes mais estreitamente aliada ao feminismo da segunda onda. Bandas associadas ao movimento incluíam Bratmobile, Excuse 17, Jack Off Jill, Free Kitten, Heavens to Betsy, Huggy Bear, L7, Fifth Column e Team Dresch, e mais proeminentemente Bikini Kill.

A cultura Riot grrrl deu às pessoas o espaço para promover mudanças em escala macro, meso e micro. Como explica Kevin Dunn:
Usando o espírito punk do tipo “faça você mesmo” para fornecer recursos para o empoderamento individual, Riot Grrrl encorajou as mulheres a se envolverem em vários locais de resistência. No nível macro, os Riot Grrrls resistem às construções dominantes de feminilidade da sociedade. No nível meso, eles resistem à sufocação dos papéis de gênero no punk. Ao nível micro, desafiam as construções de gênero nas suas famílias e entre os seus pares.
O desaparecimento da riot grrrl está ligado à mercantilização e à deturpação da sua mensagem, principalmente através da cobertura mediática. Escrevendo para a revista Billboard, Jennifer Keishin Armstrong afirma:
No início da década de 1990, o movimento feminista parecia morto para a corrente principal. Poucas figuras da cultura pop abraçaram o termo "feminista". O movimento punk underground conhecido como “Riot Grrrl” assustou qualquer um fora dele, enquanto o single inovador de Alanis Morissette intitulado "You Oughta Know" assustou ainda mais todo mundo. Então, no meio da década, as Spice Girls pegaram todo esse medo e tornaram o feminismo – popularizado como "Girl power" – divertido. De repente, meninas normais, longe das salas de aula de Estudos da Mulher, tiveram pelo menos uma ideia do que seria conhecido em círculos instáveis como a Terceira onda do feminismo - liderado por membros da Geração X que pressionavam pela liberdade sexual e pelo respeito por atividades tradicionalmente "femininas", como maquiagem e moda, entre muitos outros assuntos.
El Hunt da revista britânica NME afirma: "As bandas Riot grrrl em geral estavam muito focadas em abrir espaço para mulheres nos shows. Eles entenderam a importância de dar às mulheres uma plataforma e voz para falar contra os abusadores. Para muitas mulheres jovens e meninas, que provavelmente não estavam seguindo a cena Riot grrrl, as Spice Girls trouxeram esse espírito para o mainstream e o tornaram acessível."

## Análise para a criação da terceira onda

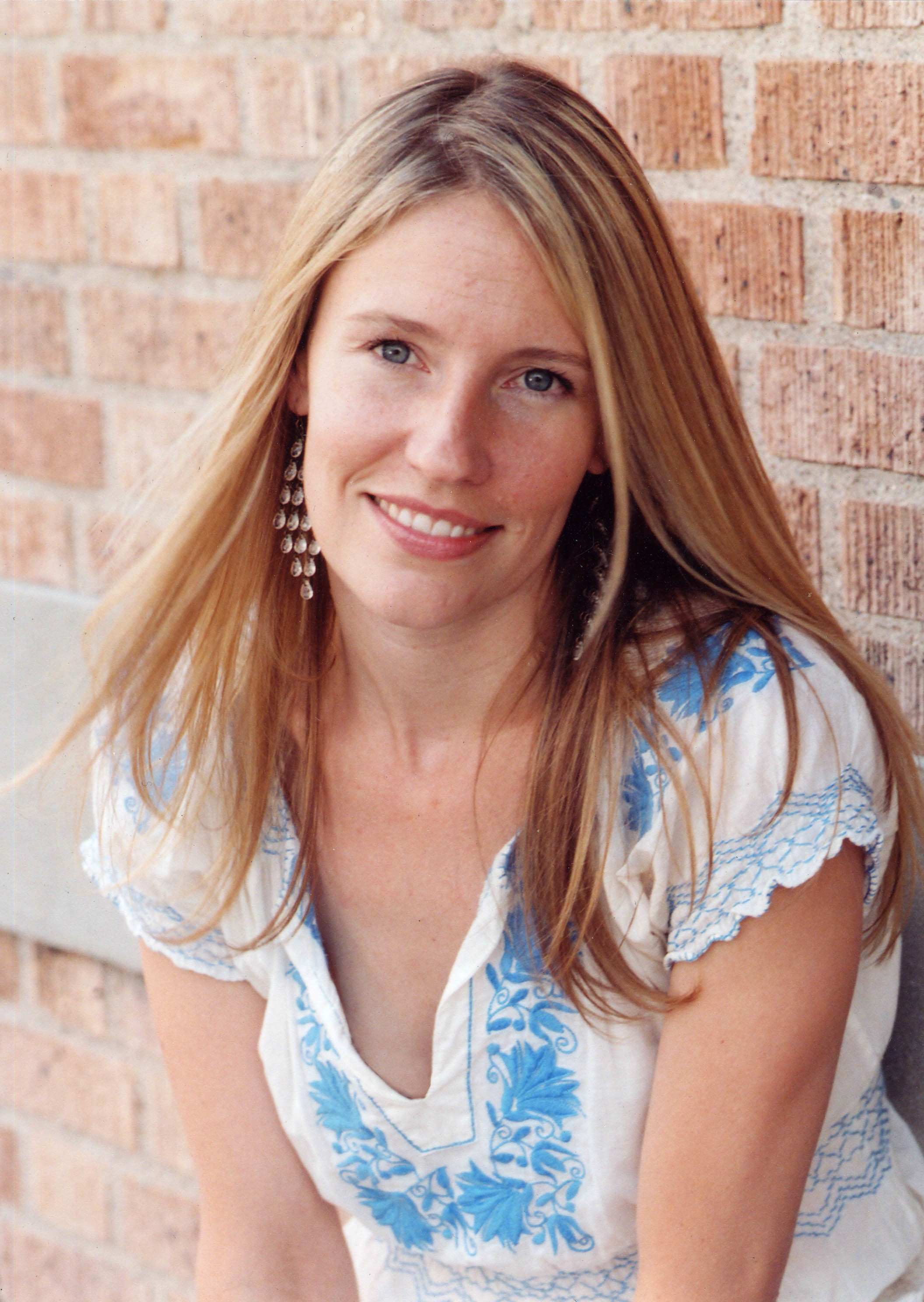
Jennifer Baumgardner, coautora de Manifesta (2000), em 2008

Indiscutivelmente, o maior desafio para a terceira onda foram os legados garantidos pela segunda onda cuja importância do termo "feminismo" ainda não foi compreendida. Baumgardner e Richards (2000) escreveram: "[P]or qualquer pessoa nascida depois do início dos anos 1960, a presença do feminismo em nossas vidas é tida como certa. Para a nossa geração, o feminismo é como flúor. Mal percebemos que o temos — é simplesmente na água."
Essencialmente, a alegação era que a igualdade de gênero já tinha sido alcançada, através das duas primeiras ondas, e que novas tentativas de promover os direitos das mulheres eram irrelevantes e desnecessárias, ou talvez até empurrassem demasiado o pêndulo a favor das mulheres. Esta questão manifestou-se nos debates acalorados sobre se a ação afirmativa estava a criar igualdade de genero ou a punir os homens brancos de classe média pela história biológica que tinham herdado. A terceira onda do feminismo, portanto, focou na conscientização feminista — "a capacidade de alguém abrir sua mente para o fato de que a dominação masculina afeta as mulheres de nossa geração é o que precisamos".

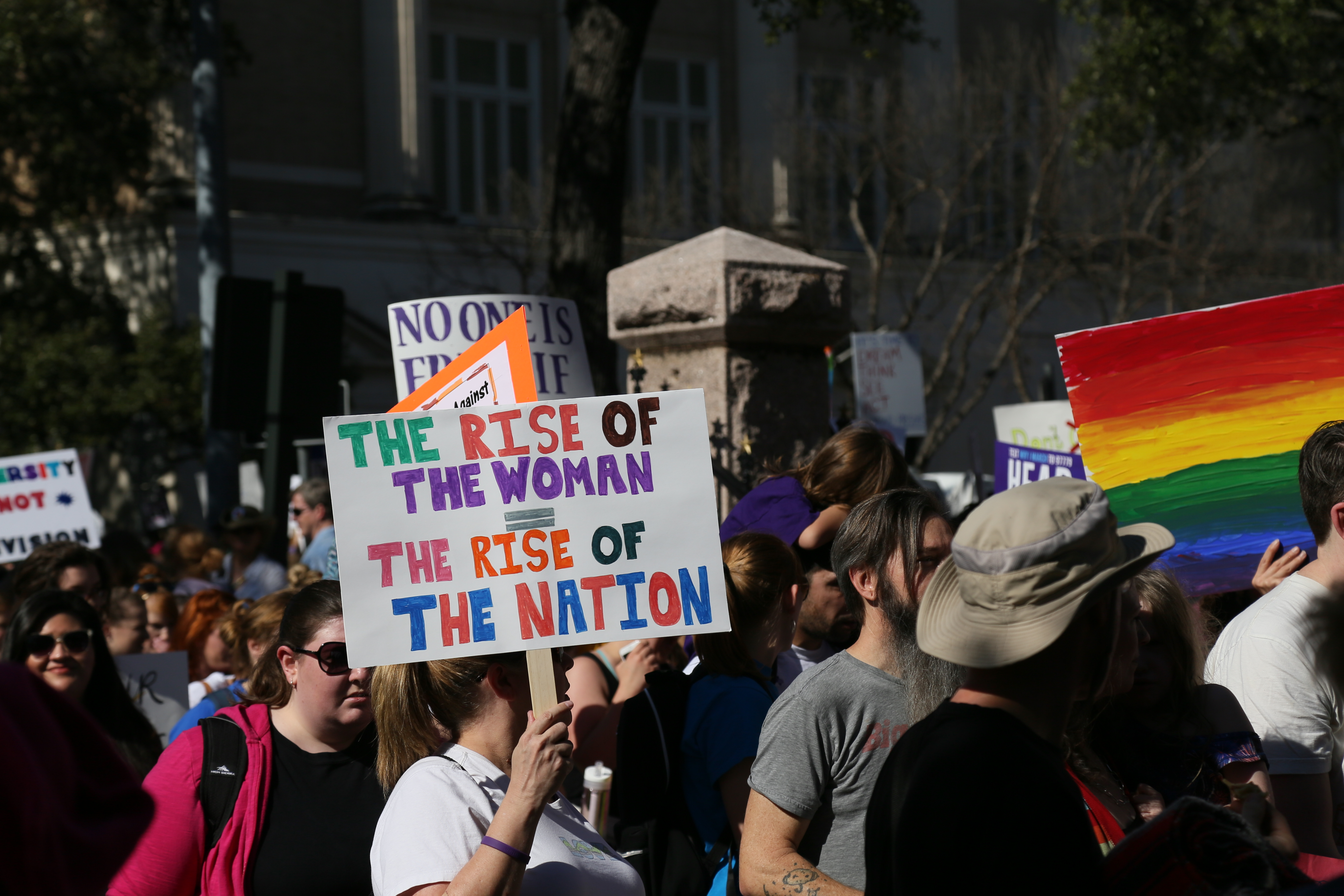
Manifestantes em uma Marcha das Mulheres em Austin, capital do Texas, em 2017

As feministas da terceira onda frequentemente se envolveram em "micropolíticas" e desafiaram o paradigma da segunda onda sobre o que era bom para as mulheres. Os defensores da terceira onda do feminismo disseram que isso permitiu que as mulheres definissem o feminismo por si mesmas. Descrevendo a nomenclatura em Manifesta: Young Women, Feminism And The Future (2000), Jennifer Baumgardner e Amy Richards sugeriram que o feminismo poderia mudar com cada geração e cada indivíduo:
O fato de que o feminismo não está mais limitado nos espaços onde esperamos vê-lo — National Organization for Women (NOW), na Ms. Magazine e no campo de estudos sobre as mulheres, cujo resultado tornou-se base dos congressistas — talvez signifique que as jovens hoje realmente colheram o que o feminismo semeou. Criado depois do Título IX e William Wants a Doll (sic) as jovens emergiram seja faculdade ou do ensino secundário ou dois anos de casamento ou seu primeiro emprego, e começaram a desafiar parte da sabedoria recebida dos últimos dez ou vinte anos de feminismo. Não estamos fazendo o feminismo da mesma forma que as feministas dos anos setenta fizeram; ser liberado não significa copiar o que veio antes, mas encontrar o próprio caminho, um caminho que é genuíno para a própria geração.
As feministas da terceira onda usaram narrativas pessoais como uma forma de teoria feminista. A expressão de experiências pessoais deu às mulheres espaço para reconhecerem que não estavam sozinhas na opressão e discriminação que enfrentavam. O uso dessas contas traz benefícios porque registra detalhes pessoais que podem não estar disponíveis em textos históricos tradicionais.
A ideologia da terceira onda concentrou-se numa interpretação mais pós-estruturalista do gênero e da sexualidade. As feministas pós-estruturalistas viam binários como homem-mulher como uma construção artificial criada para manter o poder do grupo dominante. Joan W. Scott escreveu em 1998 que "os pós-estruturalistas insistem que palavras e textos não têm significados fixos ou intrínsecos, que não existe uma relação transparente ou evidente entre eles e ideias ou coisas, nenhuma correspondência básica ou última entre a linguagem e o mundo".

### A influência das gerações da segunda onda
A segunda onda do feminismo é frequentemente acusada de ser elitista e de ignorar grupos como mulheres negras e mulheres transexuais, concentrando-se, em vez disso, em mulheres brancas, de classe média e cisgênero. As feministas da terceira onda questionaram as crenças das suas antecessoras e começaram a aplicar a teoria feminista a uma variedade mais ampla de mulheres, que não tinham sido anteriormente incluídas na atividade feminista.
Amy Richards definiu a cultura feminista da terceira onda como "terceira onda porque é uma expressão de ter crescido com o feminismo". As feministas da segunda onda cresceram onde a política se entrelaçava com a cultura, como "Kennedy, a Guerra do Vietnã, os direitos civis e os direitos das mulheres". Em contrapartida, a terceira onda surgiu de uma cultura de "punk-rock, hip-hop, 'zines, produtos, consumismo e internet". Num ensaio intitulado "Generations, Academic Feminists in dialogue", Diane Elam escreveu:
Esse problema se manifesta quando as feministas adultas insistem que as feministas mais jovens sejam boas filhas, defendendo o mesmo tipo de feminismo que suas mães defendiam. Perguntas e críticas são permitidas, mas somente se procederem da marca aprovada do feminismo. As filhas não podem inventar novas formas de pensar e fazer o feminismo por si mesmas; a política feminista deve tomar a mesma forma que sempre assumiu.
Rebecca Walker, em To Be Real: Telling the Truth and Changing the Face of Feminism (1995), escreveu sobre seu medo de rejeição por parte de sua mãe (Alice Walker) e de sua madrinha (Gloria Steinem) por desafiarem seus pontos de vista:
As jovens feministas possuem mais cautela em seu discurso e em seus trabalhos para não perturbarem as suas mães feministas mais velhas. Existe uma lacuna definitiva entre as feministas que se consideram da segunda onda e aquelas que se autodenominam da terceira onda. Embora o critério de idade para feministas da segunda onda e feministas da terceira onda seja obscuro, as feministas mais jovens definitivamente têm dificuldade em provar que são dignas como acadêmicas e ativistas feministas.

## Objetivos principais da terceira onda do feminismo

### Combate à violência contra as mulheres

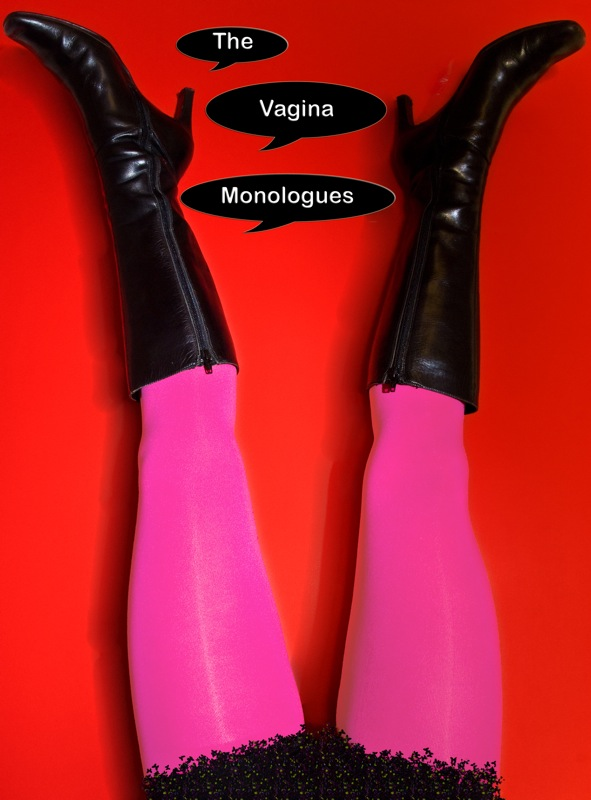
Os Monólogos da Vagina estreou em Nova Iorque em 1996

A violência contra as mulheres, cuja consequência de estupro, violência doméstica e assédio sexual, tornou-se uma pauta principal da terceira onda do feminismo. Organizações como o V-Day foram formadas com o objetivo de acabar com a violência de gênero, e expressões artísticas, como Os Monólogos da Vagina, geraram conscientização. As feministas da terceira onda queriam transformar as noções tradicionais de sexualidade e abraçar "uma exploração dos sentimentos das mulheres sobre a sexualidade que incluía tópicos centrados na vagina tão diversos como orgasmo, nascimento e estupro".

### Direitos sexuais e reprodutivos
Um dos principais objetivos da terceira onda do feminismo era demonstrar que o acesso à contracepção e ao aborto são direitos sexuais e reprodutivos das mulheres. De acordo com Baumgardner e Richards, "Não é objetivo do feminismo controlar a fertilidade de qualquer mulher, apenas libertar cada mulher para que ela mesma possa se controlar". A tentativa de 2006 do Dacota do Sul de proibir o aborto em todos os casos, exceto quando necessário para proteger a vida da mãe, e a votação da Suprema Corte dos Estados Unidos para manter a proibição parcial do aborto por nascimento foram vistas como restrições aos direitos civis e reprodutivos das mulheres. As restrições ao aborto nos EUA, que foi legalizado principalmente pela decisão da Suprema Corte de 1973 no caso Roe v. Wade, estavam se tornando mais comuns em estados de todo o país. Estas incluíam períodos de espera obrigatórios, leis de consentimento dos pais, e leis de consentimento dos cônjuges.

### O uso de termos depreciativos

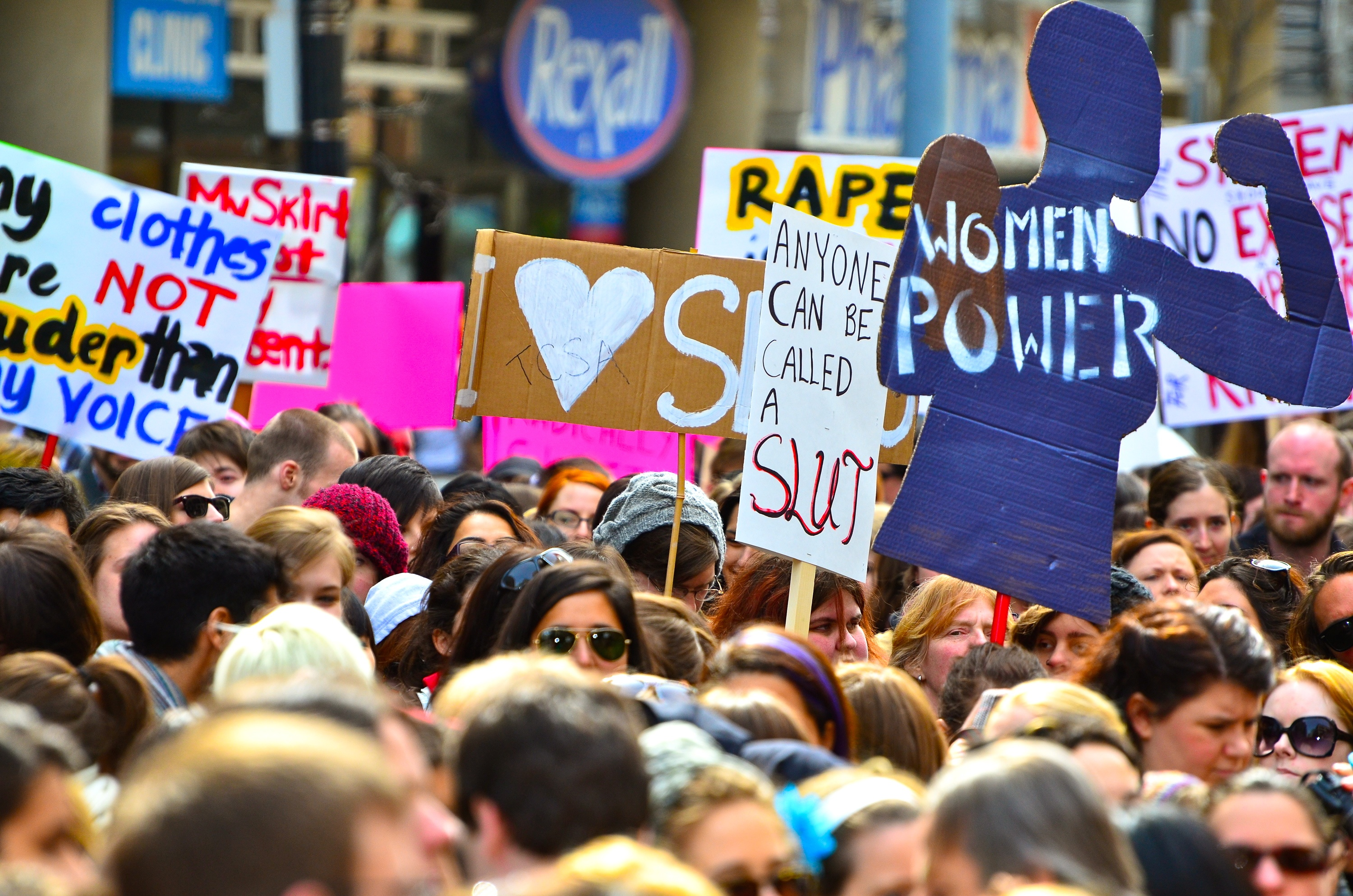
A primeira Marcha das Vadias em Toronto, 2011

Os falantes de inglês continuaram a usar palavras como spinster (solteirona), whore (cadela), whore (prostituta) e cunt (buceta) para se referir às mulheres de forma depreciativa. Inga Muscio escreveu: "Afirmo que somos livres para aproveitar uma palavra que foi sequestrada e cooptada num passado distante e cheio de dor, com um resgate que custou a liberdade, os filhos, as tradições, o orgulho e a terra das nossas avós." A retomada da palavra vadia foi impulsionada pelo single "All Women Are Bitches" (1994) da banda feminina Fifth Column, e pelo livro Bitch: In Praise of Difficult Women (1999) de Elizabeth Wurtzel.
A utilidade da estratégia de recuperação tornou-se um tema quente com a introdução das Marchas das Vadias em 2011. A primeira ocorreu em Toronto, no Canadá, em 3 de abril daquele ano, em resposta à observação de um policial de Toronto de que "as mulheres deveriam evitar vestir-se como vadias para não serem vítimas". Em decorrência desse caso, inúmeras Marcha das Vadias surgiram internacionalmente, inclusive em Berlim, Londres, Nova Iorque, Seattle e West Hollywood. Várias blogueiras feministas criticaram a campanha; a reivindicação da palavra vadia foi questionada.

### Liberação sexual
As feministas da terceira onda expandiram a definição de liberação sexual da segunda onda para "significar um processo de primeiro tornar-se consciente das maneiras como a identidade de gênero e a sexualidade de alguém foram moldadas pela sociedade e, em seguida, construir intencionalmente (e tornar-se livre para expressar) sua identidade de gênero autêntica". Uma vez que o feminismo da terceira onda se baseou em diferentes definições pessoais para explicar o feminismo, há controvérsia em torno do que a liberação sexual realmente implica. Muitas feministas da terceira onda apoiaram a ideia de que as mulheres deveriam abraçar a sua sexualidade como forma de recuperar o seu poder.

### Outras pautas
A terceira onda do feminismo considerava raça, classe social e direitos dos transgêneros como questões centrais. Também prestou atenção a questões relacionadas com o local de trabalho, como o conceito do teto de vidro, políticas injustas de licença parental, apoio à maternidade para mães solteiras através de assistência social e cuidados infantis, respeito pelas mães trabalhadoras e os direitos das mães que decidem deixar os seus carreiras para criar seus filhos em tempo integral.

## Críticas relacionadas a terceira onda do feminismo

### Falta de coesão nas pautas
Uma questão levantada pelos críticos foi a falta de coesão devido à ausência de uma causa única para a terceira onda do feminismo. A primeira onda lutou e conquistou o direito de voto das mulheres. A segunda onda lutou pelo direito das mulheres de terem acesso a oportunidades iguais no mercado de trabalho, bem como pelo fim da discriminação sexual. A terceira onda alegadamente carecia de um objetivo coeso e era, muitas vezes, vista como uma extensão da segunda onda. Alguns argumentaram que a terceira onda poderia ser apelidada de "Segunda Onda, Parte Dois" quando se tratava da política do feminismo e que "apenas a cultura feminista jovem" era "verdadeiramente a terceira onda". Foi argumentado que a equiparação da terceira onda do feminismo com o individualismo impedia o movimento de crescer e avançar em direção a objetivos políticos. Kathleen P. Iannello escreveu:
A 'armadilha' conceptual e do mundo real do feminismo de escolha (entre trabalho e casa) levou as mulheres a desafiarem-se umas às outras ao invés do patriarcado. O individualismo concebido como "escolha" não empodera as mulheres; isso as silencia e impede que o feminismo se torne um movimento político e aborde as verdadeiras questões de distribuição de recursos.

### Oposição à "construção da onda"
Pesquisadoras feministas como Shira Tarrant se opuseram à chamada "construção da onda" porque ela ignorava progressos importantes entre os períodos. Além disso, se o feminismo é um movimento global, argumentou ela, o fato de "os períodos da primeira, segunda e terceira ondas corresponderem mais de perto aos desenvolvimentos feministas americanos" levanta sérios problemas sobre como o feminismo falha em reconhecer a história das questões políticas ao redor do mundo. A "construção da onda", argumentaram os críticos, também se concentrou no sufrágio das mulheres brancas e continuou a marginalizar as questões das mulheres de cor e das mulheres das classes mais baixas.

### Falta de apoio às mulheres negras
As feministas da terceira onda proclamam-se como a fase mais inclusiva do feminismo. No entanto, os críticos notaram que, embora progressista, ainda há exclusão das mulheres negras. As feministas negras argumentaram que "os movimentos pelos direitos das mulheres não eram exclusivamente para a libertação dos negros ou das mulheres negras. Em vez disso, esforços como o sufrágio feminino e a abolição da escravidão acabaram por elevar, fortalecer e beneficiar a sociedade branca e as mulheres brancas".

### Empoderamento femininogirl power
A terceira onda do feminismo foi frequentemente associada, principalmente pelos seus críticos, ao surgimento do empoderamento feminino girl power e à ascensão da "cultura atrevida". Isso porque essas novas feministas defendiam "expressões da feminilidade e da sexualidade feminina como um desafio à objetificação". Consequentemente, isto incluía a rejeição de qualquer restrição, quer considerada patriarcal ou feminista, para definir ou controlar a forma como as mulheres ou meninas deveriam vestir-se, agir ou expressar-se em geral. Estas posições emergentes contrastavam fortemente com as tendências anti-pornografia do feminismo predominantes na década de 1980. A segunda onda do feminismo via a pornografia como um incentivo à violência contra as mulheres.  As novas feministas postularam que a capacidade de fazer escolhas autónomas sobre a autoexpressão poderia ser um ato de resistência fortalecedor, e não simplesmente uma opressão internalizada.
Tais opiniões foram criticadas devido à natureza subjetiva do empoderamento e da autonomia. Os pesquisadores não tinham certeza se o empoderamento seria melhor medido como um "sentimento interno de poder e arbítrio" ou como uma "medida de poder e controle" externo. Além disso, criticaram o investimento excessivo num "modelo de livre arbítrio e escolha" no mercado de identidades e ideias. Independentemente disso, as feministas girl power tentaram estar abertas a todas as diferentes características de si mesmas, ao mesmo tempo que mantinham um diálogo sobre o conceito da identidade e da feminilidade no mundo contemporâneo.
As feministas da terceira onda disseram que esses pontos de vista não deveriam ser limitados pelo rótulo de feminismo girl power ou considerados simplesmente como uma defesa da "cultura atrevida". Em vez disso, procuraram incluir os diversos papéis que as mulheres desempenham. As pesquisadoras de gênero Linda Duits e Liesbet van Zoonen destacaram esta inclusão ao olhar para a politização das escolhas de vestuário das mulheres e como as "escolhas controversas sartoriais de meninas" e mulheres são constituídas no discurso público como "um locus de regulação necessária". Assim, o "hijab" e a "cropped", como opções de vestuário, foram identificados como peças que requerem uma regulamentação, mas por razões diferentes. Ambos causaram polêmica, embora parecessem formas opostas de autoexpressão. Através das lentes das feministas girl power, pode-se ver ambos como símbolos de "arbítrio político e resistência à objetificação". O "hijab" pode ser visto como um ato de resistência contra a ambivalência ocidental em relação à identidade islâmica; e a camiseta que deixa a "barriga de fora" como um ato de resistência contra as visões estreitas da sociedade patriarcal sobre a sexualidade feminina. Ambos eram considerados formas válidas de autoexpressão.

## Cronologia

### Década de 1990
| Data                | Evento |
| ------------------- | --- |
| 1990                | Obra de Judith Butler, Gender Trouble, é lançada. |
| 1990                | Obra de Naomi Wolf, The Beauty Myth, é lançada. |
| 1991                | Movimento Riot grrrl começa em Olympia, Washington eWashington, D.C nos Estados Unidos. |
| março de 1991       | Em R v R, a Câmara dos Lordes no Reino Unido determina que uma isenção de estupro conjugal não existe na lei inglesa. |
| março de 1991       | In United Automobile Workers v. Johnson Controls, Inc., a Suprema Corte dos Estados Unidos declara que os empregadores não podem demitir as mulheres de trabalhos em que a exposição a substâncias tóxicas possa prejudicar um feto em desenvolvimento.                                                                                               |
| maio de 1991        | Lançamento do filme Thelma & Louise: "Foram necessários todos aqueles sentimentos de alienação e raiva — que até então tinham encontrado expressão principalmente em eventos como as manifestações de 'Take Back the Night' — e os transformou em algo rebelde, transgressor, icônico, punk rock e mainstream." – Carina Chocano, The New York Times. |
| 31 de julho de 1991 | O Senado dos EUA vota em peso para abrir oportunidades de combate para mulheres aviadoras. |
| 1991                | Susan Faludi lança a obra Backlash: The Undeclared War Against American Women. |
| julho de 1991       | Clarence Thomas é indicado para a Suprema Corte dos EUA e foi televisionado em outubro que uma testemunha admitiu que ele havia assediado a procuradora Anita Hill sexualmente. |
| outubro de 1991     | "Opportunity 2000" é lançado no Reino Unido para aumentar as oportunidades de emprego das mulheres. |
| janeiro de 1992     | Em resposta a indicação de Clarence Thomas, a feminista norte-americana Rebecca Walker publica "Becoming the Third Wave" na revista Ms. |
| 1992                | Quatro mulheres ingressam no Senado dos EUA para se juntar as outras duas que já estavam presentes, definindo 1992 como o "Ano da Mulher" nos Estados Unidos. |
| 1992                | A Third Wave Direct Action Corporation (posteriormente Third Wave Foundation and the Third Wave Fund) é fundada nos Estados Unidos por Rebecca Walker e Shannon Liss-Riordan para apoiar ativistas jovens; também foi organizado o Freedom Ride 1992, um passeio de ônibus nacional para registrar eleitores.                                         |
| 1993                | Lei de Licença Médica e Familiar se torna lei nos EUA. |
| 1993                | Janet Reno foi nomeada e aprovada como a primeira procuradora-geral dos EUA após as escolhas anteriores do presidente Bill Clinton, Zoë Baird e Kimba Wood, falharem por causa do controverso episódio da Nannygate. |
| 1993                | "Take Our Daughters to Work Day" estreia nos EUA para construir a auto-estima das meninas e abrir os olhos para uma variedade de possibilidades de carreira para as mulheres. Posteriormente, a nomenclatura foi alterada para "Take Our Daughters and Sons to Work Day".                                                                             |
| 1993                | É lançada a primeira edição da revista Bust, fundada por Laurie Henzel, Marcelle Karp e Debbie Stoller. |
| 1994                | As mulheres que retomam o uso da palavra bitch (cadela) são ajudadas pelo single "All Women Are Bitches" da banda canadense Fifth Column. |
| 1994                | A Lei de Justiça e Ordem Pública de 1994 confirma que o estupro conjugal é ilegal no Reino Unido. |
| 1994                | Lei de Violência Contra a Mulher se torna lei nos EUA e cria a Secretaria sobre violência contra a mulher. |
| 1995                | Obra de Rebecca Walker (coautores), To Be Real: Telling the Truth and Changing the Face of Feminism, é lançada. |
| 1995                | Quarta Conferência Mundial das Mulheres é realizada em Pequim, na China. |
| 1996                | O partido político Coligação das Mulheres da Irlanda do Norte é fundado. |
| 1996                | O espetáculo teatral feminista Os Monólogos da Vagina, da dramaturga norte-americana Eve Ensler, estreia em Nova Iorque. |
| 1996                | No caso United States v. Virginia, a Suprema Corte dos EUA decide que a política de contratações apenas para homens do Instituto Militar da Virgínia, apoiado pelo Estado, viola a Décima Quarta Emenda. |
| 1996                | É lançada a primeira edição da revista Bitch: Feminist Response to Pop Culture. |
| 1997                | A obra de Leslie Heywood e Jennifer Drake (coautores), Third Wave Agenda: Being Feminist, Doing Feminism, é lançada. |
| 1997                | A feminista turca Şenal Sarıhan compartilhou o Prêmio Robert F. Kennedy de Direitos Humanos. |
| 1997                | Layli Miller-Muro funda o Centro de Justiça Tahirih, nos EUA, após o caso Kasinga, um asilo que trata de mutilação genital feminina. |
| 1998                | Eve Ensler e outros, incluindo Willa Shalit, produtora da produção de Os Monólogos da Vagina do Westside Theatre, lançam o V-Day, um movimento global sem fins lucrativos que arrecada mais de 75 milhões de dólares para projetos que lutam contra casos de violência à mulher.                                                                      |
| 1999                | A obra de Germaine Greer, The Whole Woman, é lançada. |
| 1999                | A obra de Marcelle Karp e Debbie Stoller (coautoras), The BUST Guide to the New Girl Order, é lançada. |
| 1999                | A obra de Elizabeth Wurtzel, Bitch: In Praise of Difficult Women, é lançada. |
| 1999                | A obra de Carol Ann Duffy, The World's Wife, é lançada. |

### Década de 2000
| Data               | Evento |
| ------------------ | --- |
| 2000               | A obra de Jennifer Baumgardner e Amy Richards, Manifesta: Young Women, Feminism, and the Future, é lançada. |
| outubro de 2000    | CBS concorda em pagar 8 milhões de dólares para resolver um processo de discriminação sexual em nome de 200 mulheres. |
| 2001               | A Ilha de Man aprova a sua primeira lei de discriminação sexual. |
| 2001               | Condoleezza Rice torna-se a primeira mulher conselheira de segurança nacional dos EUA. |
| 2004               | A Marcha pela Vida das Mulheres (March for Women's Lives) é realizada em Washington, D.C., para apoiar o direito ao aborto, acesso ao controle de natalidade, educação sexual cientificamente precisa, prevenção e tratamento de infecções sexualmente transmissíveis e para mostrar apoio público para mães e crianças. |
| 2004               | As Diretrizes de Gênero de Asilo são introduzidas pelo Reino Unido para solicitantes de asilo do sexo feminino. |
| 2004               | Obra de Vivien Labaton e Dawn Lundy (coautoras), The Fire This Time: Young Activists and the New Feminism, é lançada. |
| 2004               | Estreia do blog Feministing, de Jessica Valenti e Vanessa Valenti. |
| 2005               | Na Libéria, Ellen Johnson Sirleaf se torna a primeira mulher líder eleita da África e a primeira mulher presidente negra do mundo. |
| 2005               | Angela Merkel torna-se a primeira mulher chanceler da Alemanha. |
| 2007               | Nancy Pelosi torna-se a primeira mulher a falar no Congresso dos EUA. |
| 1 de abril de 2007 | O Gender Equality Duty da Equality Act 2006 entra em vigor no Reino Unido. Exige que as autoridades públicas "promovam a igualdade de oportunidades entre mulheres e homens". |
| 2007               | Obra de Jessica Valenti, Full Frontal Feminism: A Young Woman's Guide to Why Feminism Matters, é lançada. |
| 2007               | Obra de Julia Serrano, Whipping Girl: A Transsexual Woman on Feminism and the Scapegoating of Femininity, é lançada. |
| 2008               | Obra de Jaclyn Friedman e Jessica Valenti (coautoras), Yes Means Yes, é lançada. |
| 2008               | A Noruega exige de todas as empresas que pelo menos 40% de seus membros do conselho sejam mulheres. |
| maio de 2008       | Em Los Angeles, o marido de Diana Bijon, Michael, assume seu sobrenome após o casamento, depois que o processo levou a uma nova lei estadual da Califórnia que garante os direitos de casais e parceiros domésticos registrados para escolher o sobrenome que preferirem.                                                |
| 2008               | A Lei de Casamento Forçado (Proteção Civil) de 2007 entra em vigor no Reino Unido. |
| 2009               | No Reino Unido, Carol Ann Duffy torna-se a primeira mulher Poetisa Laureada. |
| 3 de abril de 2011 | A primeira Marcha das Vadias acontece no Canadá em resposta à declaração do policial de Toronto, Michael Sanguinetti, de que "as mulheres devem evitar se vestir como vadias para não serem vítimas". |